# Alexis Dubus
Alexis Dubus (nacido el 5 de enero de 1979) es un comediante y actor alternativo inglés conocido por su alter ego francés Marcel Lucont. 
Nacido en Buckinghamshire, estudió Filosofía y Psicología en la universidad de Warwick, donde se convirtió en parte del grupo de esbozos, Ubersausage. 
En 2003 creó Falling Down With Laughter Comedy Club en el London Bridge con su comediante Sy Thomas.  El club corrió hasta 2010. 
Es miembro de la junta de The Alternative Comedy Memorial Society , en la que ha aparecido en varios aspectos. 
Dubus estudió Le Jeu y Clowning en École Philippe Gaulier con el maestro payaso Philippe Gaulier . 
Sus papeles en la televisión son Nathan Barley (Canal 4), Pramface (BBC3), Derek (Canal 4) y Red Dwarf XI (Dave).  Como comediante, apareció en el Show de Navidad 2014 de John Bishop , Set List , Good News de Russell Howard y varios shows en Comedy Central .  También participó en las series 2 y 3 de Live at the Electric .
En Nueva Zelanda, ha sido panelista en Best Bits and 7 Days .
Ha hecho apariciones de radio en BBC Radio 4 Extra en 4 Extra Stands Up  y en Phil And Alice's Comedy Lounge de BBC Radio 1 .
Dubus presenta el pódcast Comedy Cul-de-Sac, en el que comediantes establecidos dan cuenta de sus peores experiencias en el escenario. 

## Discografía
Como Marcel Lucont, lanzó el álbum Vive Lucont! (2013), con 8 canciones y 3 poemas.

## Edimburgo Fringe shows
- AR # ddy Breve historia de jurar (2008/9).  Una conferencia de comedia sobre la historia de las maldiciones, que ganó el premio Dubus a Three Weeks Editors '.[10]
- Marcel Lucont: Metro sexual (2009).  El debut del personaje francés de larga duración de Dubus, Marcel Lucont, que ganó el Premio a la Mejor Comedia Individual en Buxton Fringe.[11]
- Una demostración sorprendentemente sabrosa sobre la desnudez (2010).  En otra conferencia en el sentido de su programa de Swearing, Dubus abordó el tabú de la desnudez, alistando a un artista de Fringe diferente cada noche para que fuera un modelo de vida cuando el público entraba en la sala.
- Marcel Lucont: Encore (2010).  La segunda hora de Dubus actuó en personaje, también presentaba a un artista en vivo en el escenario, dibujando miembros de la audiencia.  El espectáculo debutó en Edinburgh Fringe y se presentó en Adelaide Fringe, Melbourne Comedy Festival, Sydney Comedy Festival y New Zealand Comedy Festival.
- Marcel Lucont Etc. - Un Show de Chat  (2011).  Un programa de chat irreverente presentado por Marcel Lucont, descrito como "el príncipe del género del programa de chat" por The List.[12]
- Marcel Lucont: Símbolo galo (2012).  Ganador del Premio Amused Moose Laughter a la Mejor Comedia[13] y también del Premio Fringe World a la Mejor Comedia.[14]  Alexis realizó una gira por el Reino Unido con una versión de 90 minutos del espectáculo.
- Marcel Lucont A La Carta (2013).  Un espectáculo de concepto en el que, durante 10 días, las personas pueden pujar por Marcel para que se presenten durante una hora al día a la hora y lugar de su elección, seleccionando ciertos poemas, canciones y rutinas de un menú.[15]
- Alexis Dubus: Cars And Girls (2013/14).  Una serie de verdaderos relatos sobre viajes, primero representada como un espectáculo de pie y luego adaptada en un poema de 50 minutos, que figura en los Diez Espectáculos Más Memorables de Chortle en 2014[16] y recibió 5 estrellas de The Scotsman .[17]
- Marcel Lucont es (2014).  Un programa multimedia centrado en la moralidad, la mortalidad y la masculinidad, que también se convirtió en un programa de 90 minutos y fue nominado a Mejor Programa de Comedia en los Premios Fringe World.
- Alexis Dubus Versos El mundo (2016-18).  Una colección de poemas, canciones y frases sin sentido, seleccionados para el premio Best Comedy Show en los Fringe World Awards 2018.
- La lista de quejas de Marcel Lucont (2016-18).  Un espectáculo interactivo, que discute los peores momentos de la vida de los miembros de la audiencia.  Fue catalogado como "una especie de sesión de terapia grupal, pero en la que todos se van más deprimidos".  Whine List se convirtió en una gira por el Reino Unido de 30 fechas en 2017 y realizó una gira por 4 meses en Australia y Nueva Zelanda en 2018.